# Dariusz Gawroński
Dariusz Gawroński (ur. 9 lipca 1969 w Częstochowie) – polski artysta fotograf, nauczyciel, podróżnik. Członek rzeczywisty, członek Zarządu Jurajskiego Fotoklubu Częstochowa. Kurator Fotoklubu Norwid.

## Życiorys
Jest absolwentem IX Liceum Ogólnokształcącego im. Cypriana Kamila Norwida w Częstochowie. Związany z częstochowskim środowiskiem fotograficznym – mieszka, pracuje, tworzy w Częstochowie. Z fotografią artystyczną związany od początku XXI wieku. Pracuje jako nauczyciel w IX Liceum Ogólnokształcącym im. Cypriana Kamila Norwida w Częstochowie, gdzie opiekuje się szkolnym Fotoklubem Norwid. Jest członkiem rzeczywistym Jurajskiego Fotoklubu Częstochowa – stowarzyszenia będącego członkiem zbiorowym Fotoklubu Rzeczypospolitej Polskiej Stowarzyszenia Twórców, w którym aktualnie pełni funkcję członka Komisji Rewizyjnej. Miejsce szczególne w jego twórczości zajmuje fotografia dokumentalna, fotografia kreacyjna, fotografia pejzażowa, fotografia portretowa. 
Dariusz Gawroński jest autorem i współautorem wielu wystaw fotograficznych; indywidualnych, zbiorowych, pokonkursowych – w Polsce i za granicą. Bierze aktywny udział w Międzynarodowych Salonach Fotograficznych, organizowanych (m.in.) pod patronatem FIAP, zdobywając wiele akceptacji, medali, nagród, wyróżnień, dyplomów, listów gratulacyjnych. Jego fotografie prezentowane w wielu krajach Europy i świata zostały nagrodzone między innymi w Bośni i Hercegowinie, Bułgarii, Chinach, Macedonii, Polsce, Rumunii, Serbii. 
Jest laureatem (m.in.) wyróżnienia Międzynarodowej Federacji Sztuki Fotograficznej FIAP w Międzynarodowym Salonie Martwa natura w fotografii (Polska), złotego medalu w II Międzynarodowym Konkursie Fotograficznym w Shenzhen (Chiny), Nagrody Salonu w Międzynarodowym Salonie Fotografii „Tylko Jedno Zdjęcie" (Polska), nagrody III Międzynarodowego Konkursu Fotograficznego Bucovina Mileniul (Rumunia), II nagrody w Ogólnopolskim Konkursie Fotograficznym Portret w Trzciance (Polska), nagrody specjalnej, nagrody przewodniczącego jury oraz brązowego medalu Międzynarodowej Federacji Sztuki Fotograficznej FIAP w cyklicznym Międzynarodowym Niekonwencjonalnym Konkursie Fotograficznym Foto Odlot w Rzeszowie, organizowanym pod patronatem FIAP oraz Fotoklubu Rzeczypospolitej Polskiej Stowarzyszenia Twórców.  
W 2021 za wybitne osiągnięcia na niwie dydaktycznej, wychowawczej oraz opiekuńczej – został laureatem Nagrody Prezydenta Miasta Częstochowy. 

## Wystawy indywidualne
- Obrazki z podróży – Ośrodek Promocji Kultury Gaude Mater w Częstochowie (2016)[8]
- Chasydzi w Lelowie – Gminny Ośrodek Kultury w Lelowie (2020)[2]
- Czas Chasydów – Muzeum Etnograficzne we Wrocławiu (2021)[9]
- Moje Światy – Galeria 4 Arte w Częstochowie (2023)[13]